# Tuquito

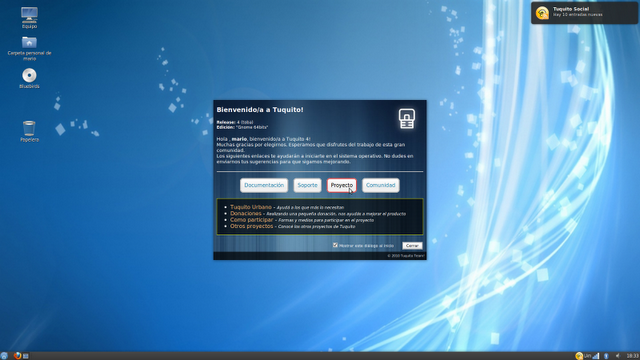
Captură de ecran din Tuquito

Tuquito este o distribuție argentiniană de Linux bazată pe Debian.